# 切本斯鎮區 (伊利諾伊州易洛魁縣)
切本斯鎮區（英語：Chebanse Township）是位於美國伊利諾伊州易洛魁縣的一個行政鎮區。

## 地方資料
根據2010年美國人口普查的數據，切本斯鎮區的面積為165.70平方千米，當中陸地面積為165.20平方千米，而水域面積為0.50平方千米。當地共有人口2959人，而人口密度為每平方千米17.86人。